# راه‌راه‌دندان
راه‌راه‌دندان (نام علمی: Taeniodonta) نام یک راسته از فرورده جفت‌داران است.